# Pitcairn (Pensilvania)
Pitcairn es un borough ubicado en el condado de Allegheny en el estado estadounidense de Pensilvania. En el año 2000 tenía una población de 3.689 habitantes y una densidad poblacional de 2,637.6 personas por km².

## Demografía
Según la Oficina del Censo en 2000 los ingresos medios por hogar en la localidad eran de $25,688 y los ingresos medios por familia eran $34,226. Los hombres tenían unos ingresos medios de $30,637 frente a los $21,312 para las mujeres. La renta per cápita para la localidad era de $14,785. Alrededor del 12% de la población estaba por debajo del umbral de pobreza.